# Pseudocyathoceras avis
Pseudocyathoceras avis là một loài san hô trong họ Turbinoliidae. Loài này được Durham & Barnard, mô tả khoa học năm 1952.